# 北京路駅 (貴陽市)
北京路駅（ペキンろえき）は、中華人民共和国貴州省貴陽市雲岩区人民大道と北京路の交差点にある、貴陽軌道交通1号線及び3号線の駅である。

## 歴史
- 2018年12月1日：1号線の駅として開業[1]。
- 2023年12月16日：3号線の駅が開業し、乗換駅となる[2]。

## 駅構造
両線とも島式ホーム1面2線を有する地下駅。1号線ホームは人民大道寄りの、3号線ホームは北京路寄りの地下にある。1号線駅の噴水池方には上下線をつなぐ片渡り線が設置されている。

### のりば
| 路線                   | 方向 | 行先                   |
| ---------------------- | ---- | ---------------------- |
| 1号線ホーム（地下2階） |      |                        |
| ■ 1号線                | 北行 | 貴陽北駅・竇官方面     |
| ■ 1号線                | 南行 | 貴陽駅・小孟工業園方面 |
| 3号線ホーム（地下4階） |      |                        |
| ■ 3号線                | 南行 | 桐木嶺（省委党校）方面 |
| ■ 3号線                | 北行 | 洛湾方面               |

## 駅周辺
- 貴州山水ホテル
- 銀海元隆広場 - A出入口直結
- 貴州美術館
- 銀杏小区
- 貴州省図書館
- 貴旅ビル
- 貴州飯店

## 隣の駅
貴陽軌道交通
■ 1号線
八鴿岩駅 - 北京路駅 - 噴水池駅
■ 3号線
黔霊山公園駅 - 北京路駅 - 貴医駅